# Westin Hotels & Resorts
Pour les articles homonymes, voir Westin (homonymie).

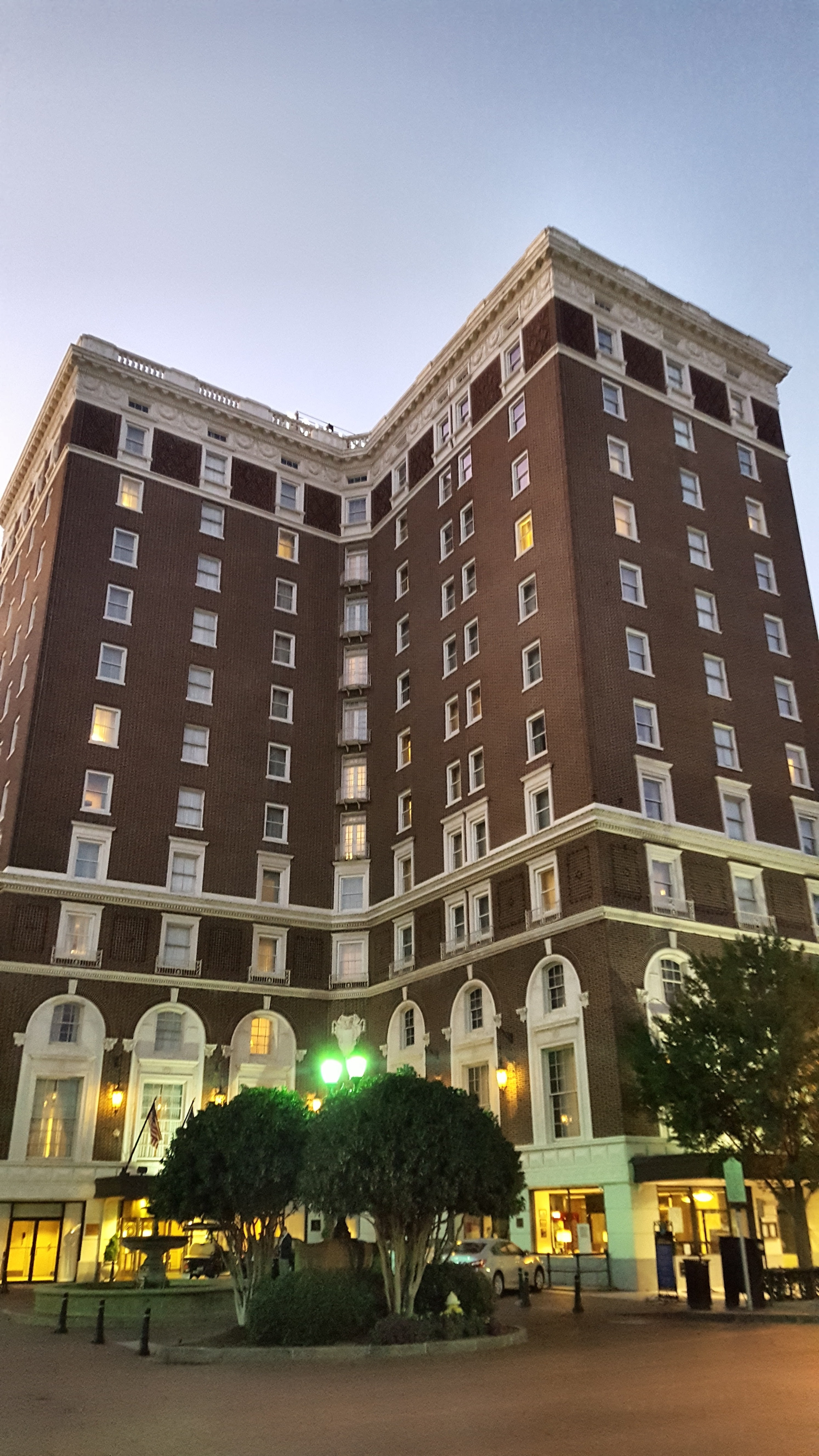
Le Westin Poinsett, à Greenville, en Caroline du Sud (États-Unis).

 Westin Hotels & Resorts est une chaîne d'hôtels de luxe présents dans de nombreux pays, propriété de Starwood Hotels & Resorts Worldwide.
Parmi les hôtels notables du groupe, figurent ;
- Westin Book-Cadillac Detroit, Detroit, États-Unis
- The Westin Hotel, Djeddah, Arabie Saoudite, 2000
- The Westin Kuala Lumpur, Kuala Lumpur, Malaisie, ouvert en 2003.
- The Westin Portland Harborview à Portland (Maine), aux États-Unis.
- The Westin Virginia Beach Town Center & Residences, Virginia Beach, États-Unis, 2007
- The Westin Pazhou, Canton, Chine, 2011